# Духнув
Духнув (пол. Duchnów) — село в Польщі, у гміні Вйонзовна Отвоцького повіту Мазовецького воєводства.
Населення — 578 осіб (2011).
У 1975—1998 роках село належало до Варшавського воєводства.

## Демографія
Демографічна структура станом на 31 березня 2011 року:
|          | Загалом | Допрацездатний вік | Працездатний вік | Постпрацездатний вік |
| -------- | ------- | ------------------ | ---------------- | -------------------- |
| Чоловіки | 276     | 49                 | 211              | 16                   |
| Жінки    | 302     | 60                 | 184              | 58                   |
| Разом    | 578     | 109                | 395              | 74                   |